# Christian Menn

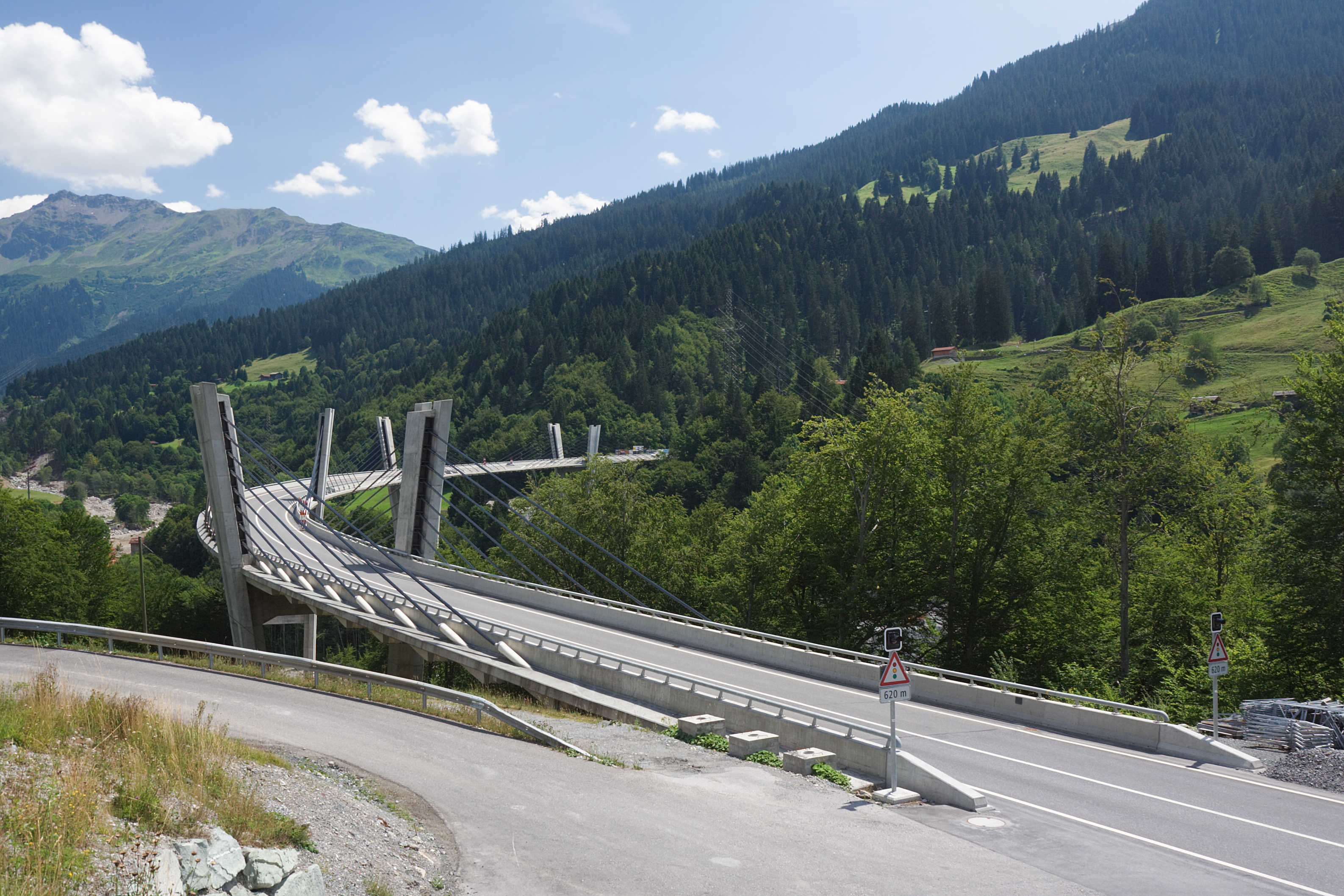
Most Sunniberg projektu Christiana Menna

Christian Menn (ur. 3 marca 1927 w Meiringen, zm. 16 lipca 2018) – szwajcarski projektant mostów. 
W latach 1946-1950 studiował na Politechnice w Zurychu. W 1956 uzyskał doktorat. W latach 1957–1971 posiadał własną firmę inżynierską w Chur. Od 1971 do emerytury w 1992 profesor mechaniki na Politechnice Federalnej w Zurychu. Na emeryturze pozostał konsultantem na prywatnej praktyce.